# Aleksandr Bielajew (1900–1963)
Aleksandr Iwanowicz Bielajew (ros. Александр Иванович Беляев; ur. 1900, zm. 1963 w Moskwie) – radziecki wojskowy i działacz gospodarczy.
Zajmował stanowisko przewodniczącego Radzieckiej Komisji Zamówień Rządowych w Stanach Zjednoczonych (1942–1943) z siedzibą w Waszyngtonie. Represjonowany – po przyjeździe do Moskwy, aresztowany – przebywał na moskiewskiej Łubiance, następnie w jednym z miejsc odosobnienia „Archipelagu GUŁag” wraz z Aleksandrem Sołżenicynem. Pochowany na cmentarzu Wwiedieńskim w Moskwie.
Posiadał stopień generała majora lotnictwa od 1941.